# Port lotniczy Alula
Port lotniczy Alula (kod IATA: ALU, kod ICAO: HCMA) – lotnisko obsługujące miasto Caluula w Somalii (Puntland).